# Crotalaria angustifolia
Crotalaria angustifolia är en ärtväxtart som först beskrevs av François Gagnepain, och fick sitt nu gällande namn av Chawalit Niyomdham. Crotalaria angustifolia ingår i släktet sunnhampor, och familjen ärtväxter. Inga underarter finns listade i Catalogue of Life.